# Јудеја
Јудеја означава географску област на Леванту. Појам је најраширенији у смислу римска провинција Јудеја. На тој територији раније је постојала стара јеврејска држава.
Јудеја је од 6. године постала римска провинција. Још је 63. п. н. е. ову територију заузео Помпеј.
Помпеј је, освојивши ову територију, власт предао локалној владарској кући која је признавала вазални однос према Римском царству. Та јеврејска владарска кућа је доживела свој врхунац током владавине Ирода Великог који је постао краљ Јудеје на основу одлуке римског сената 37. године. Под његовом влашћу изграђена је једна велика лука. После Иродове смрти, 4. године п. н. е. краљевина Јудеја је подељена његовим синовима. Један од њих Ирод Архелај је после своје смрти предао власт над Јудејом римском цару Октавијану Августу 6. године.
Краљевина Јудеја је тако постала само део једне велике римске провинције која је била позната као Јудеја. 41. године, цар Клаудије је опет привремено вратио Јудеји слободу, именујући за краља Ирода Агрипу I. Када је овај умро 44. године, Јудеја је поново прешла под римску власт. Највеће искушење Јудеја је преживела током Првог римско-јеврејског рата, у време владавине Веспазијана и Тита, када је територија и становништво било у великој мери уништено. Нарочито су била велика разарања Јерусалима после дугачке опсаде тога града.
Године 135, током устанка Бар Кохбе, Јудеја је прикључена Сирији у нову провинцију Сирија-Палестина. Тада је главни град Јудеје, Јерусалим, преименован у Елија Капитолина.